# Niels Emil Hörup
Niels Emil Hörup (født 12. juni 1963) er en dansk politiker fra Venstre, som i perioden 2006-2021 var borgmester i Solrød Kommune, hvor han efterfulgte Merete Wiid.